# エー・アイ・アイ
エー・アイ・アイ株式会社（AII Inc.）は、日本のテレビ番組制作会社。スカパー!のデータ放送チャンネルの制作請負などを行っている。
かつてはブロードバンド向けコンテンツ配信事業を主力としていたが、2007年に法人向け・個人向けの動画配信事業を相次いで他社に譲渡しており、現在はテレビ番組制作機能（旧ソニーネットワークコンテンツ）のみが残された状態となっている。

## 概要
2000年4月にソニー、東京急行電鉄、トヨタ自動車の3社が、コンテンツ・ディストリビューション・サービス（CDS）プロバイダ事業の企画のためAII（エー・アイ・アイ）企画株式会社を設立。AIIは「Advanced Internet Integration」の略称である。設立当初からブロードバンド向けコンテンツとして動画配信に力を入れており、同年7月20日には日本初の試みとなる「TUBEハワイライブ」配信実証実験（約8万世帯対象）を行った。
2000年12月にAII株式会社に社名変更し、ブロードバンド向けコンテンツ配信事業を本格的に開始した。当初はCATVインターネットを主な対象としたが、その後のADSLやFTTHの急激な普及により、サービス対象はブロードバンド環境を持つユーザー全般となっている。2003年3月1日にソニーの100％出資子会社でデジタル放送の制作・運用を手がけるソニーネットワークコンテンツ株式会社と合併したことにより、コンテンツ配信に加え、コンテンツ配信網の構築、運営事業も手がけることとなった。
2005年4月に日本テレビの出資を受け、同年10月には毎日放送製作のアニメ『BLOOD+』を放送翌日から1週間「AII」で無料配信するなど、テレビ局と連携する動きも見せたが、2007年3月に法人向け動画配信プラットフォーム提供事業をアッカ・ネットワークスに、同年7月には個人向け動画配信事業「AII」をブイオーディ・システムズに譲渡し、動画配信事業から撤退した。

## 沿革
- 2000年4月7日 ソニー、東急電鉄、トヨタ自動車3社の均等出資により東京都品川区北品川にAII企画設立。資本金1億5千万円、代表取締役社長は堀籠俊生（ソニー上席常務）。
- 2000年12月27日 AII株式会社に社名変更。関西電力、伊藤忠商事、近畿日本鉄道、アイ・ティー・エックス、九州通信ネットワークが出資者に加わり、2001年1月中に資本金30億円へ増資。増資後のソニーの出資比率は51.0%。
- 2001年2月 個人向け動画配信サービス「AII」開始。
- 2001年3月25日 日本初となるサッカー日本代表戦（対フランス代表）ブロードバンドインターネット配信を実施。
- 2001年4月26日 東急電鉄の保有株式の一部を小田急電鉄、東武鉄道、東急ケーブルテレビジョン、東急エージェンシーに譲渡。
- 2001年10月20日 アスキーと共同制作した映画「シンクロニシティーフェアリーテイル」を配信。ネット配信と劇場公開の組み合わせという、新しい形のメディアコラボレーションを提案した[6]。
- 2001年12月14日 「声優Wave」の独占配信を開始。
- 2001年12月21日 プレイステーション2をプラットフォームとしたブロードバンドネットワークサービスの提供に関する提携でソニー・コンピュータエンタテインメントと基本合意[7]。
- 2001年12月 日本最大級のインターネットラジオ放送局「ラジ＠（ラジアット）」をアスキーより買収。2002年1月より運営を引き継ぐ。
- 2002年9月1日 TBSテレビ、フジテレビ、テレビ朝日の3社合同によるテレビ番組のブロードバンド配信サービス「トレソーラ」の配信を受託。
- 2003年3月1日 AIIを存続会社とする株式交換方式により、ソニーネットワークコンテンツと合併。合併後の商号はエー・アイ・アイ株式会社。資本金34.9億円、本社所在地は東京都品川区大崎、代表取締役社長は大塚博正（ソニー執行役員）。合併後のソニーの出資比率は63.1%。
- 2004年3月29日 15億円の第三者割当増資を実施。電通やベンチャーキャピタル等金融投資家が出資。増資後資本金42.5億円。
- 2005年4月15日 4.1億円の第三者割当増資を実施。日本テレビ、ソニーほかが出資。増資後資本金47.7億円。増資後の議決権比率（普通株式、上位5社）は、ソニー60.9%、東急電鉄9.9%、関西電力6.6%、日本テレビ5.3%、伊藤忠商事5.3%。
- 2005年4月15日 産業活力再生特別措置法に基づく事業再構築計画を総務省が認定[8]。
- 2005年10月1日 月額会員制サービス「Screenplus（スクリーンプラス）」開始。
- 2005年12月1日 オープンインターネットでは初となる、ハリウッドメジャー（ソニー・ピクチャーズ エンタテインメント）作品の配信を「Screenplus」にて開始。
- 2007年3月1日 法人向け動画配信プラットフォーム提供事業をアッカ・ネットワークスに譲渡[3]。
- 2007年5月1日 ブイオーディ・システムズと個人向け動画配信サービス「AII」の共同運営を開始[5]。
- 2007年7月1日 「AII」をブイオーディ・システムズに譲渡[4]。
- 2007年9月14日 総務省が事業再構築計画認定を取り消し[9]。

## AII
AIIは、エー・アイ・アイが運営していた個人向け動画配信サービス。韓流ブームの際に韓国ドラマポータル「ドラマ韓」が大ヒットし、知名度アップと会員数の大幅な増加をもたらした。ID登録は無料だが、コンテンツはほとんどが有料だった。Windows Media Playerを使用するため、OSはMicrosoft Windows限定となっている。
2007年5月に株式会社ブイオーディ・システムズとの共同運営が開始され、同年7月にはブイオーディ・システムズに事業譲渡された。さらに2008年2月1日には、ブイオーディ・システムズから同社の100％子会社である株式会社ビーナに運営が移管された。
サービス名称は事業譲渡後も「AII」が使われていたが、2008年11月1日に「Viena（ビーナ）」に変更された。

### ラジ＠ （ラジアット）
アスキーが2000年9月12日に開設し、同年10月3日より本放送が開始されたインターネットラジオ放送局。毎週火曜日に通常のラジオ放送同様に番組表に沿って配信され、水曜日以降はバックナンバーをオンデマンド方式で聴取した。
2001年2月より配信日が週5日（月 - 金曜日）に拡充され、同年10月には月間ストリーム数約10万という日本最大級のインターネットラジオ放送局へ成長した。また、『Yahoo! Internet Guide』主催（2002年2月号掲載）の「Web of the Year 2001」では、メディア部門18位に選出され、インターネット放送局としては唯一のランクインとなった。
エー・アイ・アイは2000年10月の本放送開始時よりCATVインターネット向けに番組配信を行なっており、2001年12月にアスキーよりラジ＠を買収。一時サービスを休止していたが、2002年2月11日より再開した。2003年10月の改編でライブ放送が廃止され、全番組が毎週火曜日更新となった。
2004年9月8日にサービスが終了。『神谷明リターンズ！』のみAIIに移動し番組継続となった。

### 声優Wave
声優のトーク番組に特化した有料配信サイト。2001年12月から2006年6月までサービスが行われた。

### Screenplus
2005年10月1日にスタートした会員制有料動画配信サービス。AIIの上位サービスという位置付けで、「会員無料コンテンツ」と、よりプレミアム性の高い「有料コンテンツ」によって構成された。
2006年6月30日をもってサービス終了。Screenplus終了後、一部のコンテンツはAIIで視聴できるようになった。